# 釧路駅前バスターミナル

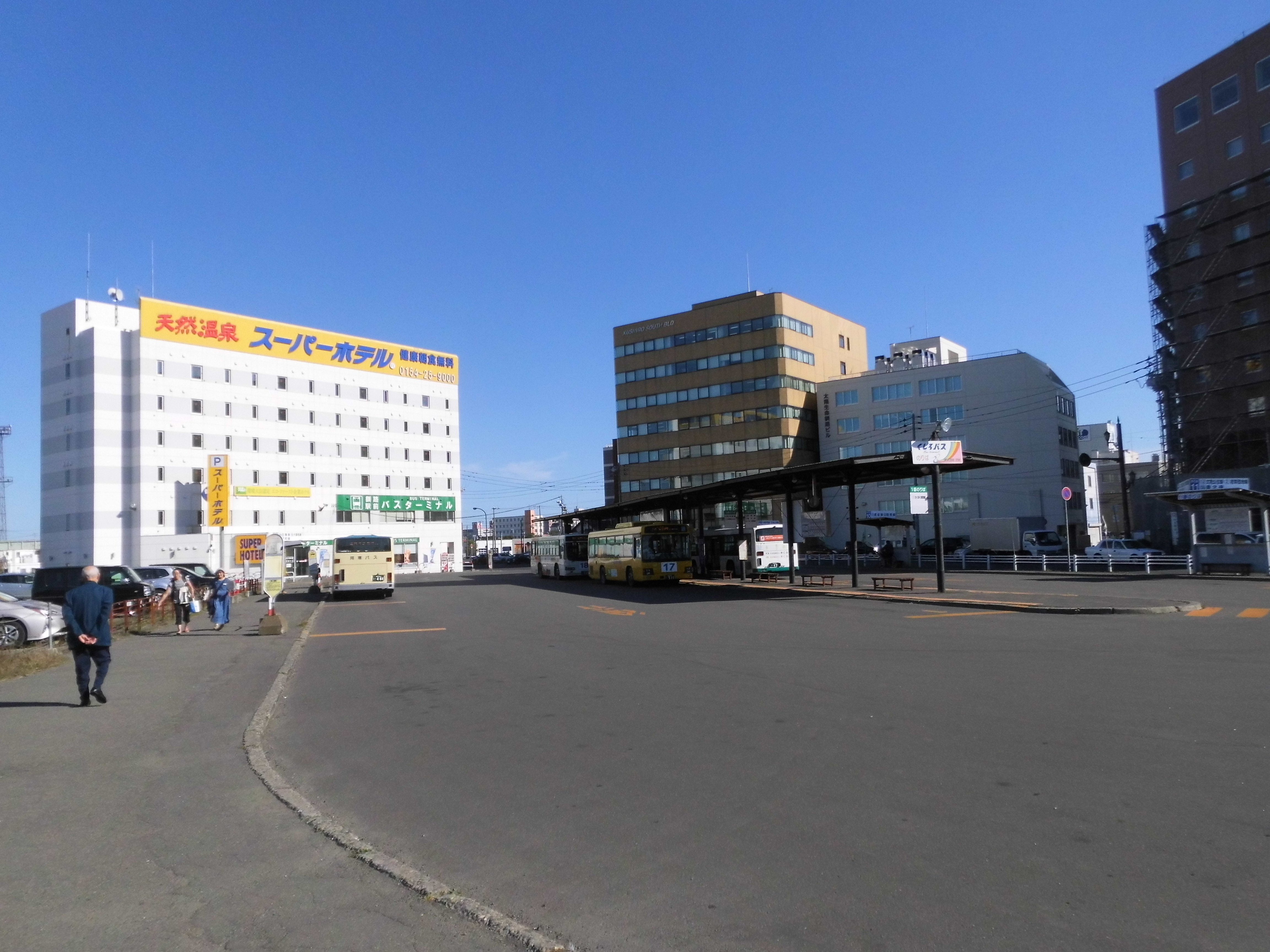
バスターミナル全景

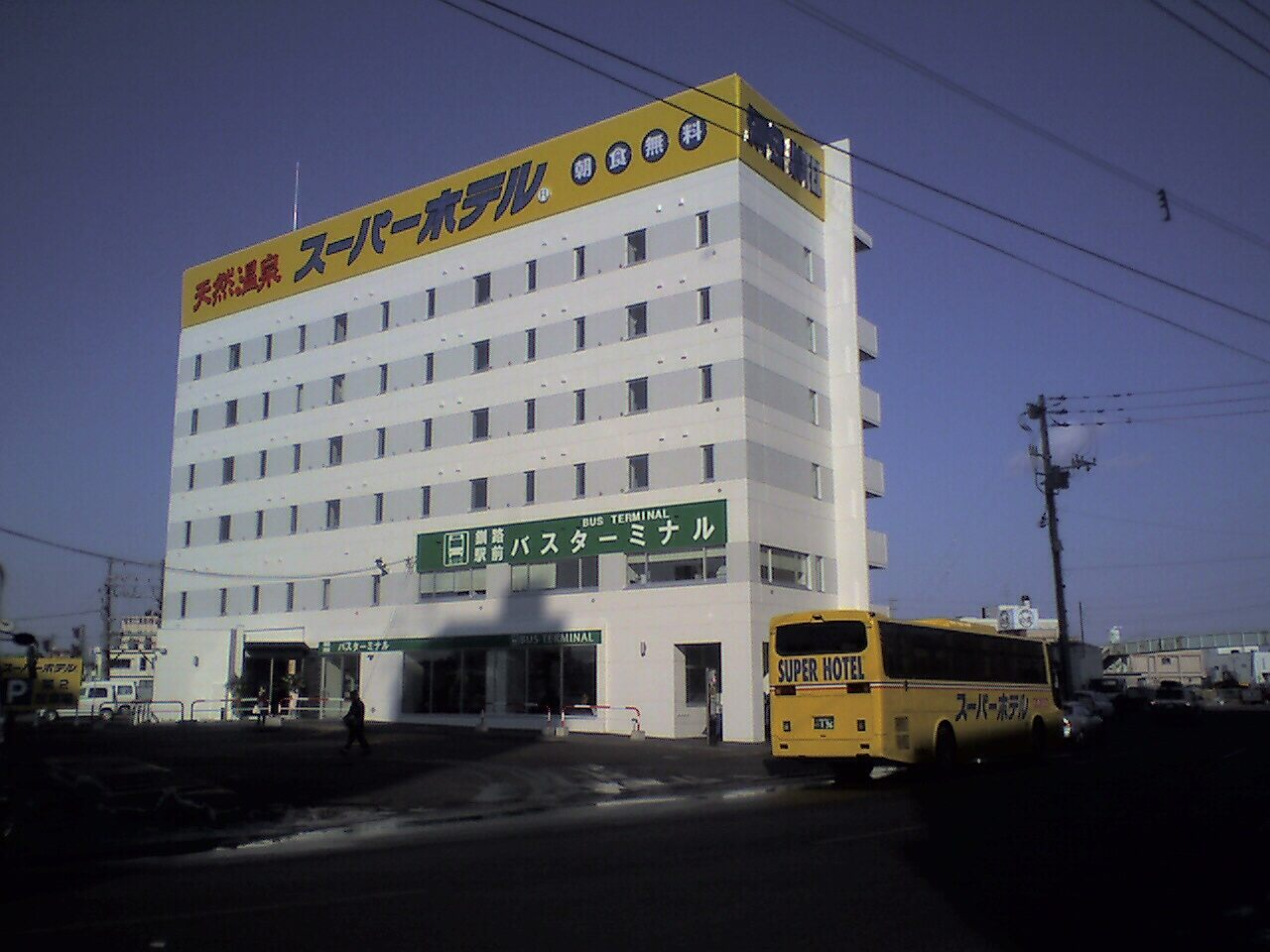
釧路駅前バスターミナルビル

釧路駅前バスターミナル（くしろえきまえバスターミナル）はくしろバスがJR釧路駅前に設置するバスターミナル。くしろバスと阿寒バスならびに両社と共同運行する各社が乗り入れる。

## 概要

### 沿章
- 1964年（昭和39年）- 使用開始。
- 2007年（平成19年）12月25日 - 老朽化した釧路駅前複合ビルを改築し阿寒バスと待合所を統合[1]。
- 2008年（平成20年）2月21日 - 釧路駅前複合ビル内に「スーパーホテル釧路駅前禁煙館」開業[2]（同年8月に「スーパーホテル釧路駅前」へ改称（全館禁煙を取り止め））。

### 所在地
- 北海道釧路市末広町14丁目1番2号（釧路駅前複合ビル内）

### 営業窓口等
営業窓口は、札幌線・くしろバス窓口・阿寒バス窓口がある。
その他、釧路駅前複合ビル1階には、売店、阿寒バス・特急ねむろ号の券売機、トイレ、待合室があり、2階はくしろバス駅前事務所となっている。

## のりば
2024年（令和6年）10月1日現在。特記以外はくしろバス運行。途中経路等の詳細は各バス会社記事を参照すること。
1番のりば
- 1 たくぼく循環線： 米町・南大通方面行
- 101 イオン釧路線： 愛国商店街経由・イオン釧路店行

2番のりば
- 1 たくぼく循環線： 旭町ショッピングセンター行
- 10 豊美線： イオン釧路店経由・湿原の風アリーナ行
- 102 イオン美原線： イオン釧路店経由・考仁会記念病院行

3番のりば
- 16 白糠春採ショッピングセンター線: 晴海団地経由・白樺台行
- 17 白樺線： 附属小学校経由・白樺台行
- 35 遠矢線： イオン釧路店経由・三映団地行

4番のりば
- 63 美原線： 芦野経由・孝仁会記念病院行
- 65 美原線： 大曲経由・美原行

5番のりば
- 18 白樺線： 千代ノ浦経由・白樺台行
- 53 晴海線： 晴海団地経由・白樺台行

6番のりば
- 12 文苑公住線： 市民文化会館経由・孝仁会記念病院行
- 25 厚岸・釧路線： 労災病院経由・くしろバス本社行
- 55 南北線： イオン釧路店経由・東高校行

7番のりば
- 36 白糠線： 白糠駅経由・白糠高校、音別駅行
- 38 大楽毛線： 星が浦SC経由・高専行（阿寒バス・くしろバス）
- 66 昭和線： 鳥取大通2丁目経由・釧路北病院行（阿寒バス・くしろバス）

8番のりば
- スターライト釧路号： 札幌行（阿寒バス・くしろバス・北海道中央バス）
- サンライズ号： 北見経由・旭川行（阿寒バス・道北バス）
- 特急ねむろ号： 根室行（くしろバス・根室交通）
- 釧路空港連絡バス： 釧路空港行（阿寒バス）

9番のりば
- 28 新富士新野線： イオン昭和店経由・新野団地行
- 77 イオン昭和線： 景雲中学校経由・イオン昭和店行
- 88 イオン新富士線： 新富士駅経由・イオン昭和店行

10番のりば
- 2 若草団地線： 市立病院経由・第2若草団地行
- 3 武佐線： 清明小学校経由・第2若草団地、春採SC行き
- 25 厚岸・釧路線： 厚岸駅経由・子野日公園行
- 32 別保線： イオン釧路店経由・双河辺行

11番のりば
- 12 文苑公住線： 市立病院経由・緑ヶ岡行
- 55 南北線： 市立病院経由・第2若草団地行

12番のりば
- 釧路羅臼線・20 鶴居線・21 鶴野線・70、80 阿寒本町線： 市立病院行（阿寒バス）

13番・14番のりば
- 退避場、臨時便
- 定期観光バス（阿寒バス）

15番のりば
- 釧路羅臼線・釧路標津線： 中標津経由・標津、羅臼行（阿寒バス）
- 20 鶴居線： 鶴居市街経由・グリーンパークつるい行（阿寒バス）
- 21 鶴野線： 鳥取大通2丁目経由・鶴野ニュータウン行（阿寒バス）
- 30 阿寒線： 釧路空港経由・阿寒湖温泉行（阿寒バス）
- 70 阿寒本町線： 鶴野経由・阿寒診療所行（阿寒バス）
- 77 山花リフレ線： 鶴野経由・山花温泉リフレ行（阿寒バス）
- 80 阿寒本町線： 大楽毛経由・阿寒診療所行（阿寒バズ）

路上のりば（釧路駅前（北大通13丁目）、北海道道24号釧路停車場線上）
- 釧路特急ニュースター号： 札幌駅前経由・市電すすきの前行（北海道バス）[4]
- 釧路空港連絡バス： 降車のみ（阿寒バス）